# Hermann von Pfister-Schwaighusen
Hermann von Pfister-Schwaighusen (* 2. August 1836 in Kassel; † 6. Juli 1916 in Darmstadt) war ein deutscher Militärhistoriker, völkischer Schriftsteller und Ideologe sowie Germanist.

## Leben
Hermann von Pfister besuchte Gymnasien in Kassel und Gotha, anschließend begann er 1859 eine Offizierslaufbahn. Noch im selben Jahr ließ er sich vom Militärdienst beurlauben, um ein Studium der Germanistik und der vergleichenden Sprachwissenschaft an der Universität Jena aufzunehmen. 1861 erfolgte sein Eintritt in den preußischen Heeresdienst. Er absolvierte die Kriegsakademie in Potsdam und fand danach u. a. Verwendung im Generalstab, als Lehrer an der Kriegsschule Kassel und als Major im Infanterieregiment v. Keith. Einsätze erlebte er im Deutschen Krieg und im Deutsch-Französischen Krieg. Nachdem er sich eine Kriegsverletzung zugezogen hatte, quittierte er als Halbinvalide 1877 den Militärdienst.
Anschließend an seine militärische Karriere betätigte sich von Pfister einige Jahre als freier Schriftsteller. Von 1884 bis zu seiner Emeritierung 1914 hatte er eine Dozentur für Militärwissenschaften und neuere Sprachen (Deutsch, Russisch) an der Technischen Hochschule Darmstadt inne. Ein spezielles Forschungsgebiet war der hessische Dialekt. Von Pfister führte die Arbeit von August Friedrich Christian Vilmar fort.
Von Pfister soll um 1875 die Bezeichnung „völkisch“ als deutsches Synonym für das Wort „national“ vorgeschlagen haben. Er zählte 1905 zu den Gründungsmitgliedern der Guido-von-List-Gesellschaft.  Er trat für Sprachpurismus ein und fand zunächst im bürgerlichen Allgemeinen Deutschen Sprachverein einen Verbündeten; aufgrund seiner eigenen nationalistischen und sprachpuristischen Radikalisierung seit Beginn der 1890er Jahre brach er allerdings mit diesem im Jahr 1898. Von Pfister war ein Gegner der Antiqua-Schrift; er plädierte 1887 für die Fraktur als „bewahrenswerte Eigentümlichkeit des deutschen Volkstums“. Als radikaler und völkischer Sprachpurist engagierte er sich u. a. in Adolf Reineckes Alldeutschem Sprach- und Schriftverein sowie dessen Zeitschrift Heimdall. Daneben war er auch in zahlreichen anderen völkischen Organisationen und war ein aktiver Vortragsredner, vor allem bei burschenschaftlichen und alldeutschen Veranstaltungen in Österreich. Er war Ehrenbursch der Darmstädter Burschenschaft Germania (1887) und der Burschenschaft Frankonia Graz (1899).
Als Major a. D. war er an der Technischen Hochschule in Darmstadt Privatdozent für Waffentechnik. 1903/04 gründete er hier mit dem Ingenieur Egon Neumann die Kriegstechnische Sammlung.
Sein Sohn war der Schriftsteller Otto von Pfister-Schwaighusen.

## Schriften (Auswahl)
- Sagen und Aberglaube aus Hessen und Nassau. 1885
- Alldeutsche Stammeskunde nach Mundarten und Geschichten mit genauen Grenzen aller Stämme. 2. Auflage, 128 Seiten, Verlag Luckhardt, Berlin, 1905
- Ueber Verfehlung gothischer Aussprache. In: Gotica Minora